# Дейнека, Борис Степанович
Борис Степанович Дейнека (1902—1986) — оперный певец, бас.

## Биография
Окончил Московскую консерваторию, а затем там же — аспирантуру.
Б. С. Дейнека являлся солистом Всесоюзного радио, лауреатом Всесоюзного конкурса вокалистов им. Собинова (т. н. Собиновская премия).
В течение 1934—1936 гг. на радио им было записано более 40 звукозаписей оперных партий, арий, песен и романсов, в том числе известная песня И. О. Дунаевского на стихи В. И. Лебедева-Кумача «Широка страна моя родная» — Б. Дейнека был первым исполнителем, записавшим песню, и именно в его исполнении она звучала каждое утро по радио на всю страну.
Он неоднократно солировал с Ансамблем песни и пляски Московского военного округа, пел под управлением оркестра Всесоюзного радио.
В 1941 году певец был арестован и осуждён по ст. 58 УК РСФСР на десять лет заключения. В документальном фильме «Большой театр военных действий» (режиссёр Г. Л. Илугдин, ТК «Культура», 2008 год) писатель Аркадий Ваксберг, в детстве живший в Москве в одном доме с Дейнекой (ул. Беговая, 24), утверждал, что он был арестован за «попытку изменить Родине». В ноябре 1941 года вместе с наиболее ценным имуществом из московской квартиры, включая белый рояль, Дейнека пытался выехать к линии фронта, подходившего к Москве, по-видимому — в направлении посёлка Манихино, рядом с которым располагался дачный кооператив «Вокалист Большого театра». Фургон с вещами Дейнеки и сам певец были задержаны военным патрулём по дороге к Манихино. В Манихино, в виду наступления немцев, сознательно выехали и остались на своих дачах целый ряд известных театральных деятелей — В. А. Блюменталь-Тамарин, А. А. Волков, И. Д. Жадан, О. Ф. Глазунов и др. Во время отступления немецко-фашистских войск из-под Москвы в начале декабря 1941 года все они ушли из оккупированного Манихино вместе с немцами, перед освобождением посёлка Красной Армией.
Дейнека был распределён в большой лагерь в Воркуте. Среди заключённых оказалось немало профессиональных театральных работников, в том числе бывший главный режиссёр московского Большого театра, профессор Московской консерватории, постановщик широко известных музыкальных спектаклей, в том числе старой монархической оперы «Жизнь за царя» с новым названием «Иван Сусанин» Б. А. Мордвинов; там же отбывали срок другие деятели искусств. Кроме того, и среди членов семей работников НКВД оказались артисты, в частности женой одного из высокопоставленных работников штаба была довоенная звезда Ростовского музыкального театра Н. И. Глебова. В 1943 году начальник Управления Воркутстроя НКВД СССР, инженер-полковник Михаил Митрофанович Мальцев распорядился о создании музыкально-драматического театра, художественным руководителем которого назначался Б. А. Мордвинов. Так возник «Театр за колючей проволокой», ныне называющийся Воркутинский государственный драматический театр.
С первых же дней возникновения театра Б.Дейнека был привлечён к активной работе. Театр возник как музыкально-драматический, и первые постановки были музыкальные, а играли там и заключённые, и вольнонаёмные артисты. Борис Дейнека и появившийся чуть позже другой именитый заключённый — певец баритон Т. И. Рутковский (бывший солист Мариинского (ставшего Кировским) театра) стали первыми исполнителями основных музыкальных партий. Дейнека не только выступал на сцене сам, но ещё и занимался педагогической деятельностью, подготавливая одарённых заключённых и вольнонаёмных «артистов» для театра.
Дейнеке 30 июня 1945 года было даже разрешено проведение творческого вечера, на котором он с успехом выступил с исполнением арий и романсов, а вёл концерт другой заключенный-актер Борис А. Козин.
После отбытия срока заключения и освобождения в 1953 году Б. С. Дейнеке не было разрешено возвращение в Москву: репрессированные не могли жить в больших городах. Он попал в Сыктывкар, где, обратившись в правительство Коми, стал одним из инициаторов создания местного музыкального театра. 28 сентября 1957 года Совет Министров Коми АССР принял постановление «Об организации музыкального театра в городе Сыктывкаре». И 26 августа 1958 года театр открылся. Так начинался нынешний Государственный театр оперы и балета Республики Коми.
Художественным руководителем нового театра стал Б. С. Дейнека, а большая часть первоначальной труппы состояла из освобождённых из лагерей артистов, недавно выступавших на сцене Воркутинского лагерного театра. Многие из них были подготовлены к сцене Б.Дейнекой. Б.Дейнека продолжал в этом театре и исполнительскую деятельность (среди партий — Гремин в опере «Евгений Онегин», где в партии Татьяны выступала певица, тоже бывшая политическая осуждённая из Воркутинского лагерного театра, В. М. Ищенко).
Заслуги певца были отмечены званием Народного артиста Коми АССР.
С 1962 года, выйдя на пенсию, Дейнека жил в Москве. Но творческая работа была уже закончена.
Певец скончался в 1986 году. Похоронен на Ваганьковском кладбище в Москве.

## Репертуар
Среди его записей: классические произведения русских и зарубежных исполнителей, популярные в 1930-е — начале 1940-х песни, в первую очередь патриотические и военные: «Враг не пройдёт», «Рот фронт», Армия, вперед!" (Ансамбль песни и пляски Московского военного округа); «И первый клад мой — честь была…» (музыка П. И. Чайковского); «Смелый боец! Ты слышишь зов народа…» (песня исполнялась как марш XI-й Интернациональной бригады Республиканской армии Испании; музыка В. Кочетова, слова Т. Сикорской, запись 1937 года); «Нашу жизнь и кровь отдадим мы на защиту Испании родной!» (музыка В. Кочетова, слова Т. Сикорской, запись 1937 года); романс «Зимний путь» с музыкальным сопровождением концертмейстера Г. Б. Орентлихера (музыка С. И. Танеева, слова Я. П. Полонского, запись 1940 г.); «Идут полки со славою за наше дело правое…» (музыка Л. Бакалова, слова В. Замятина, запись июля 1941 года).